# Würfelspiel

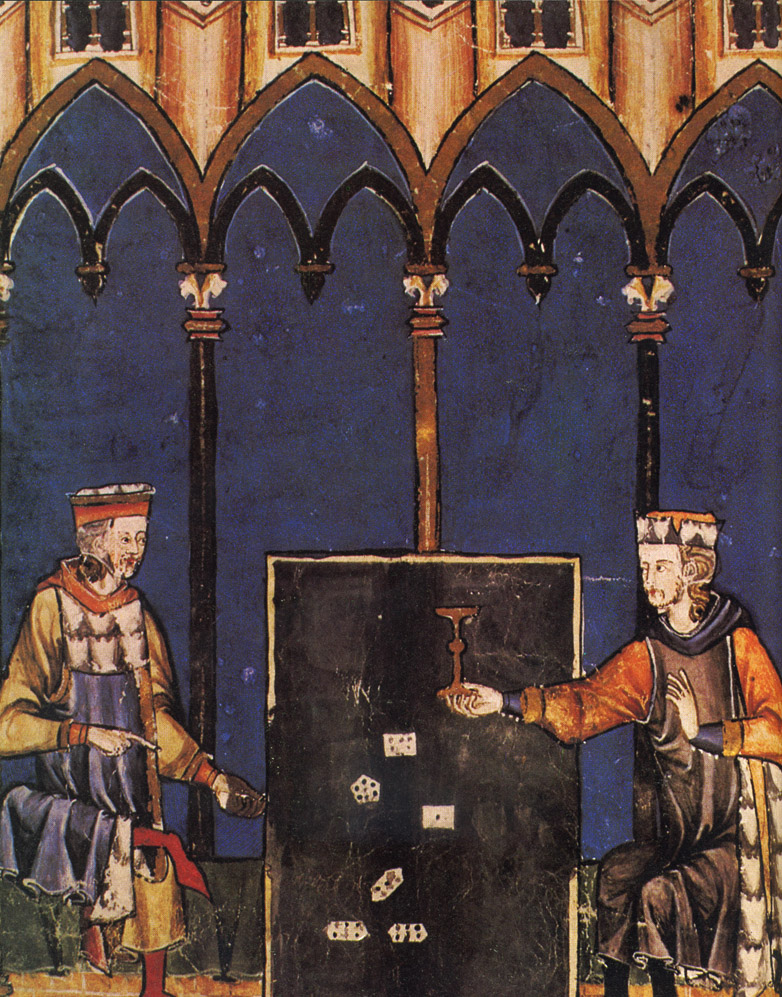
Darstellung zweier Männer beim Würfelspiel aus dem Libro de los juegos 1283

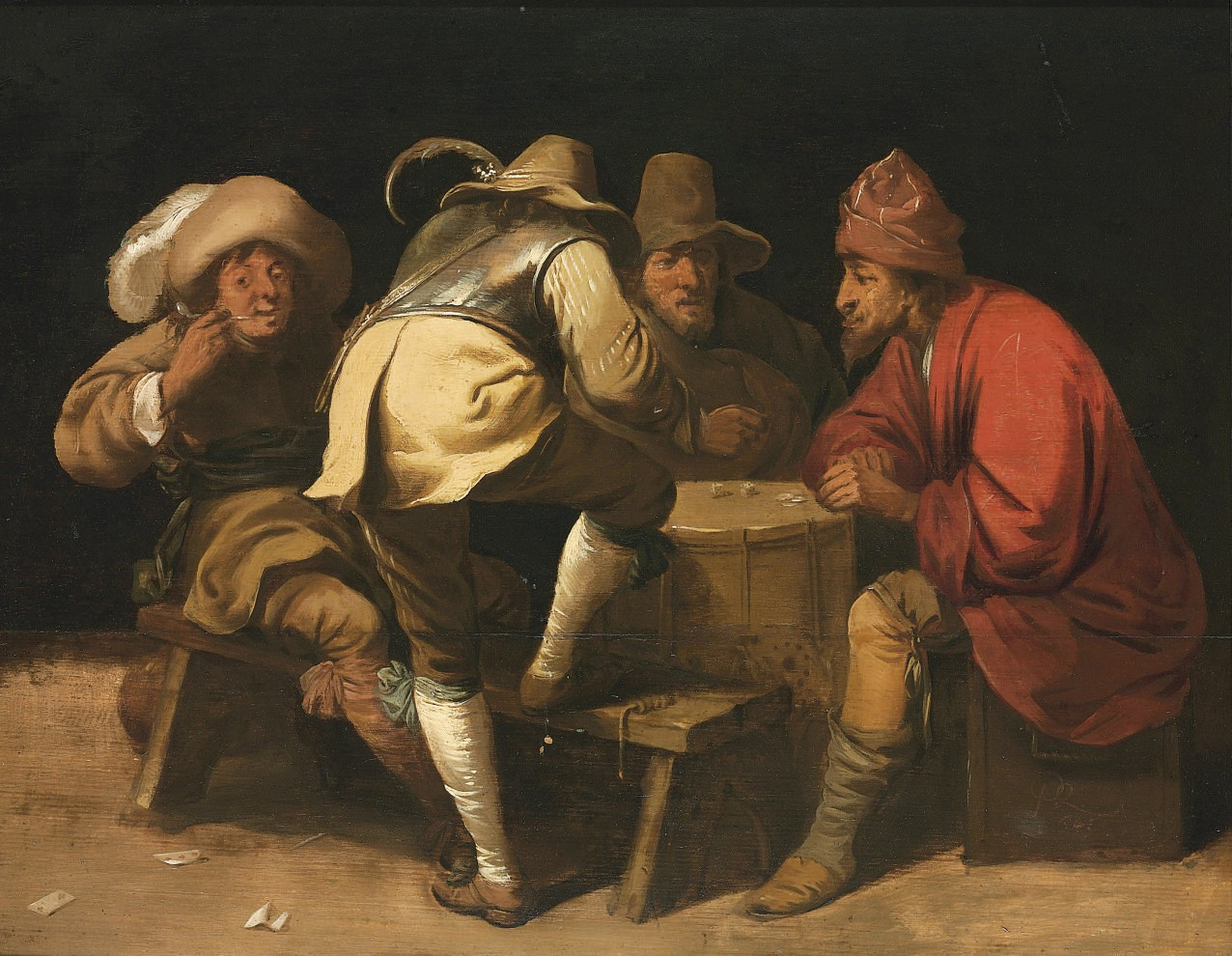
Soldaten beim Würfelspiel, Gemälde von Pieter Quast

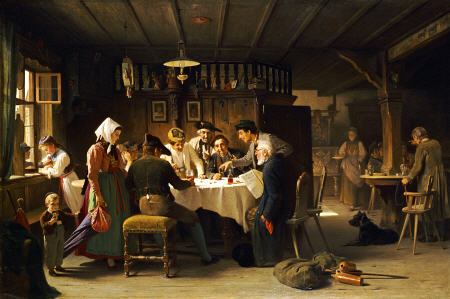
Würfelspieler in einem Schwarzwälder Wirtshaus, Gemälde von Max Kaltenmoser, 1842–1887

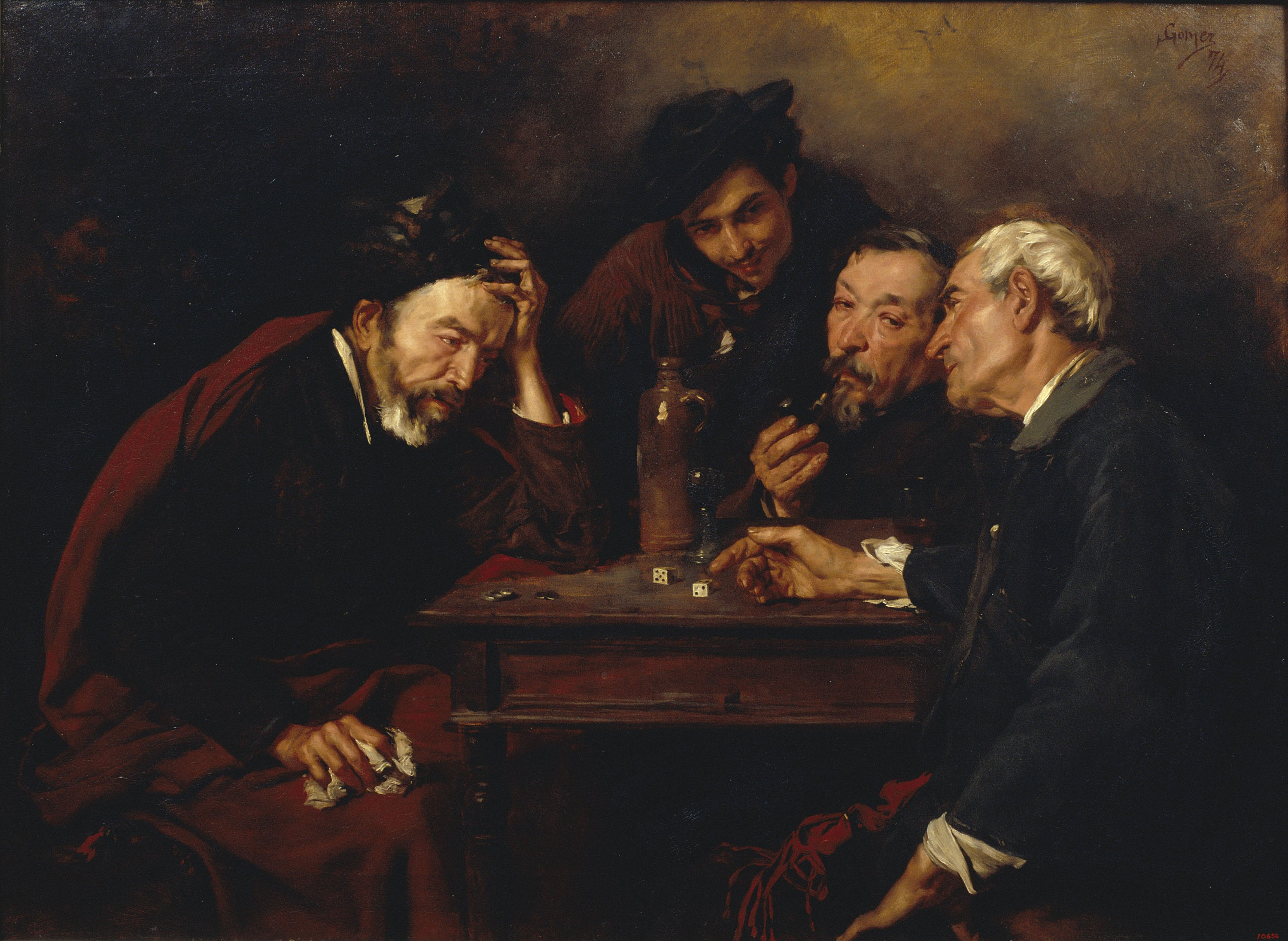
Els daus Die Würfelspieler, Gemälde von Simó Gómez, 1874

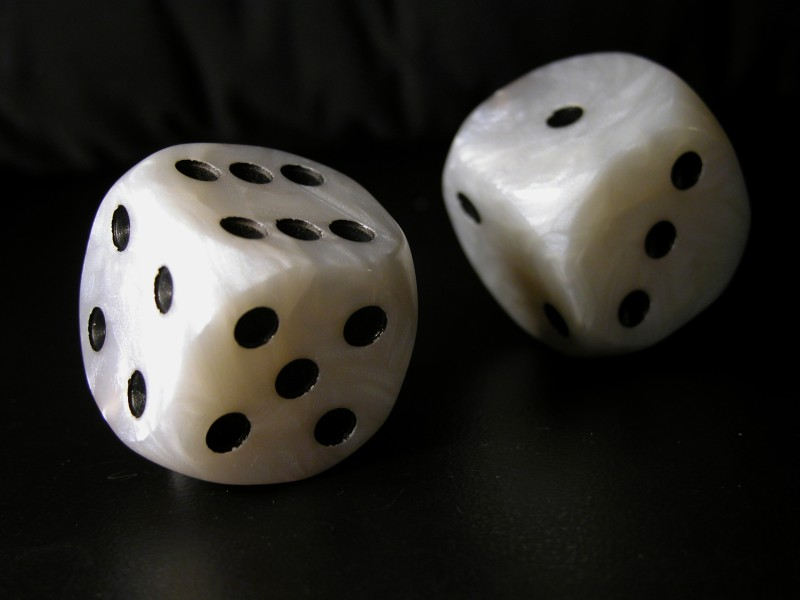
Bestandteil aller Würfelspiele sind die Spielwürfel.

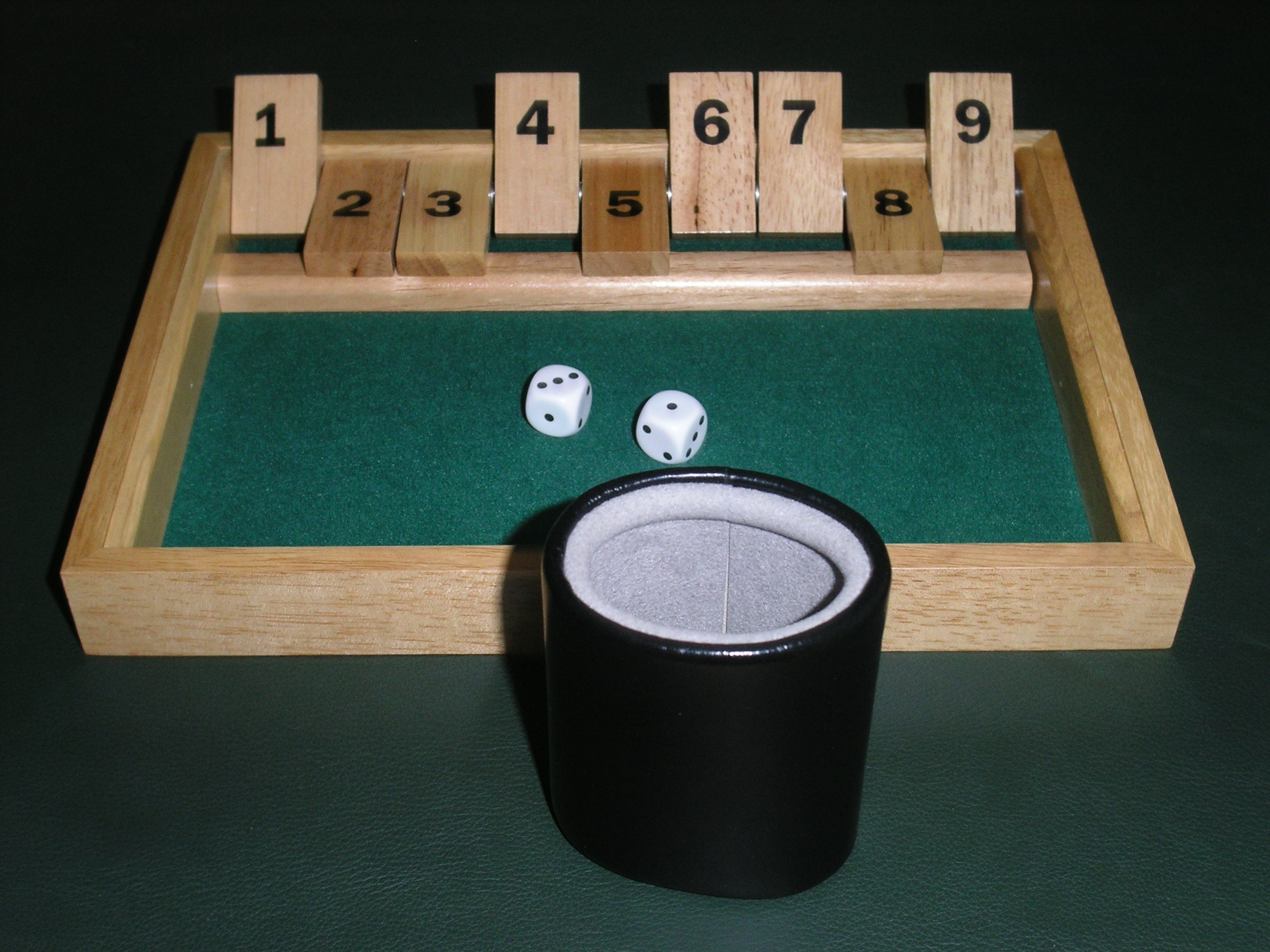
Ein Klappbrett mit Würfeln und Becher. Der Würfelbecher besitzt innen sogenannte Lippen, damit die Würfel beim Herausrollen in jedem Fall springen.

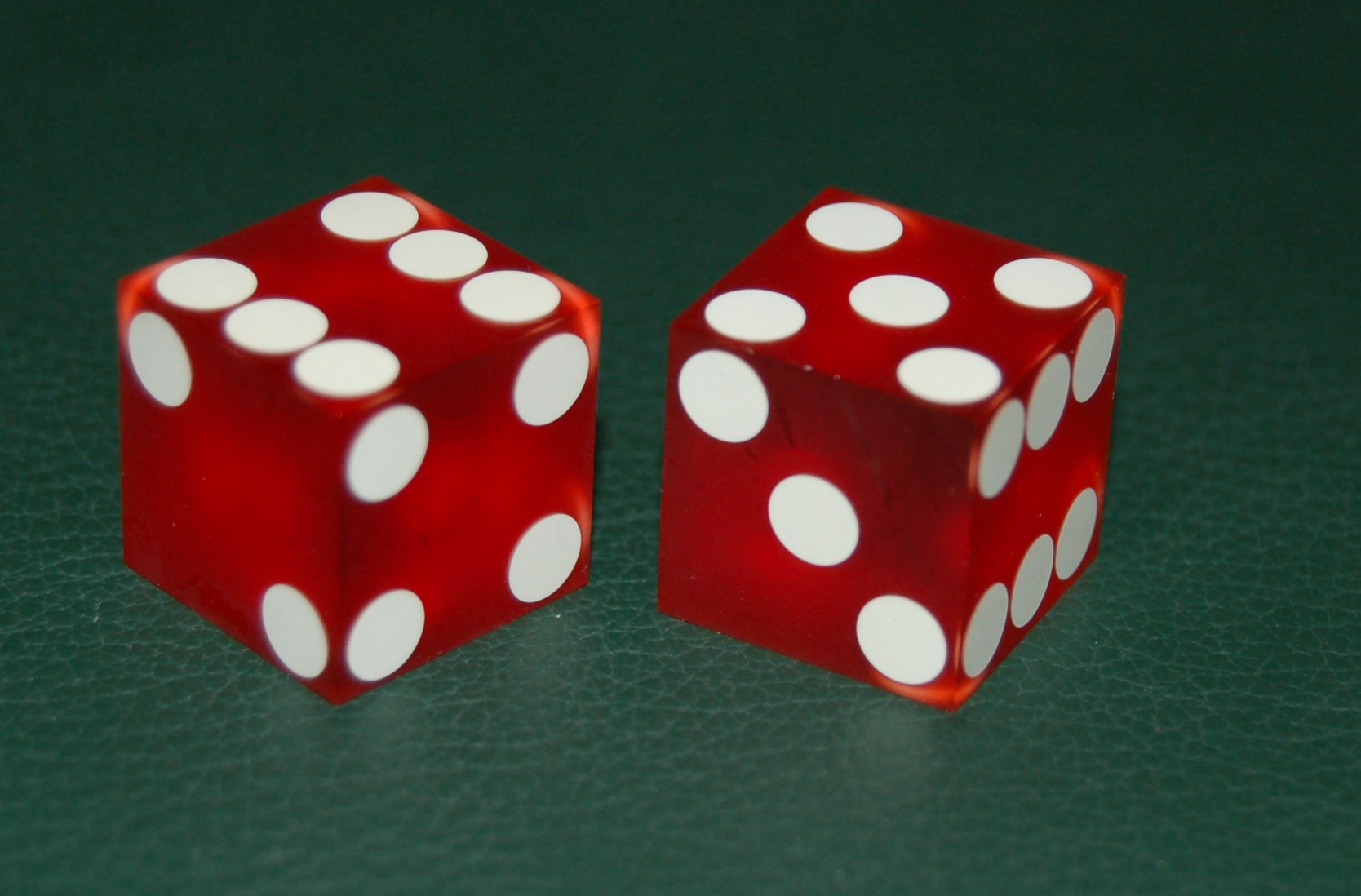
Craps-Würfel mit scharfen Kanten (razor edge)

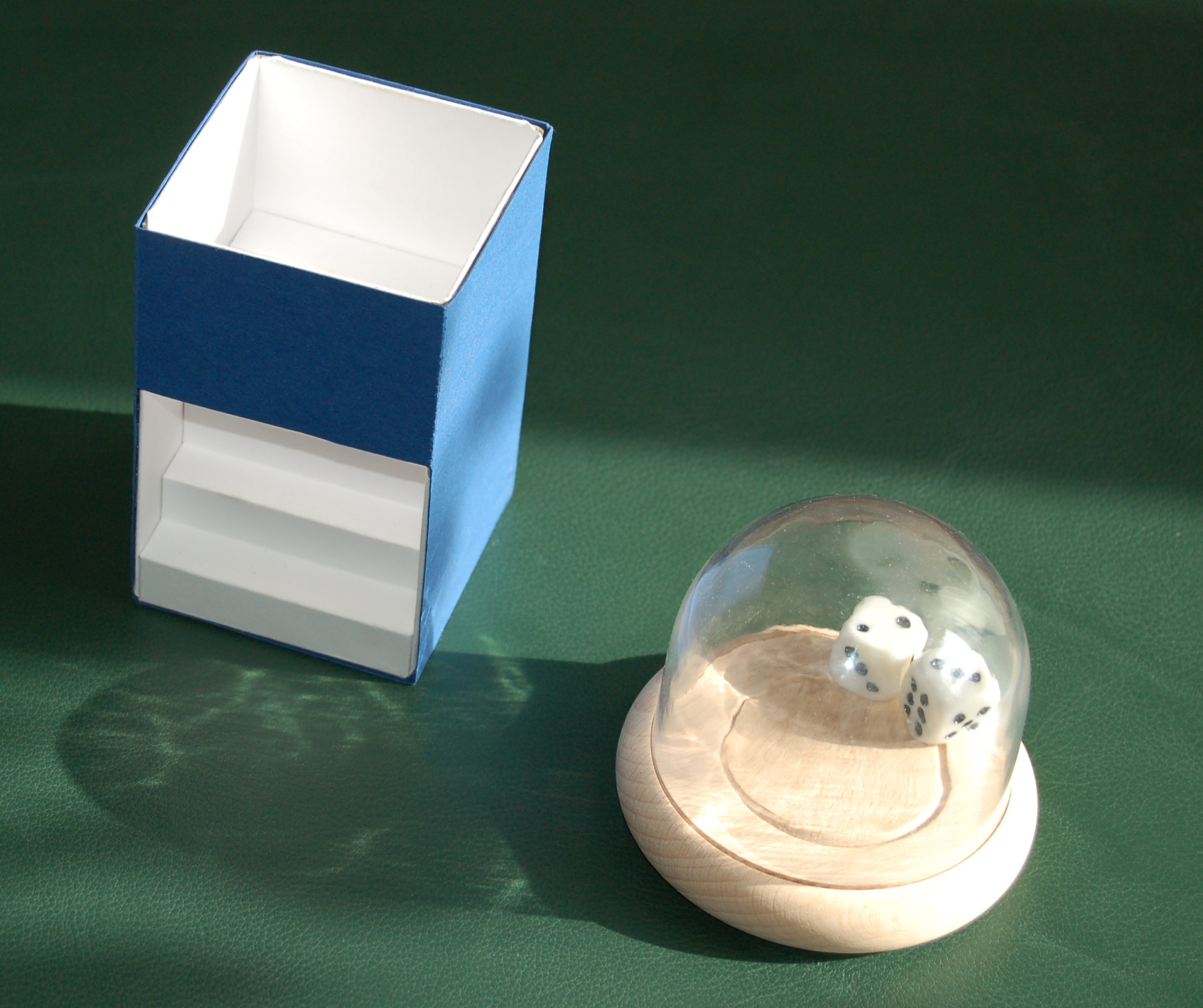
Turricula (Würfelturm) und Würfelbox

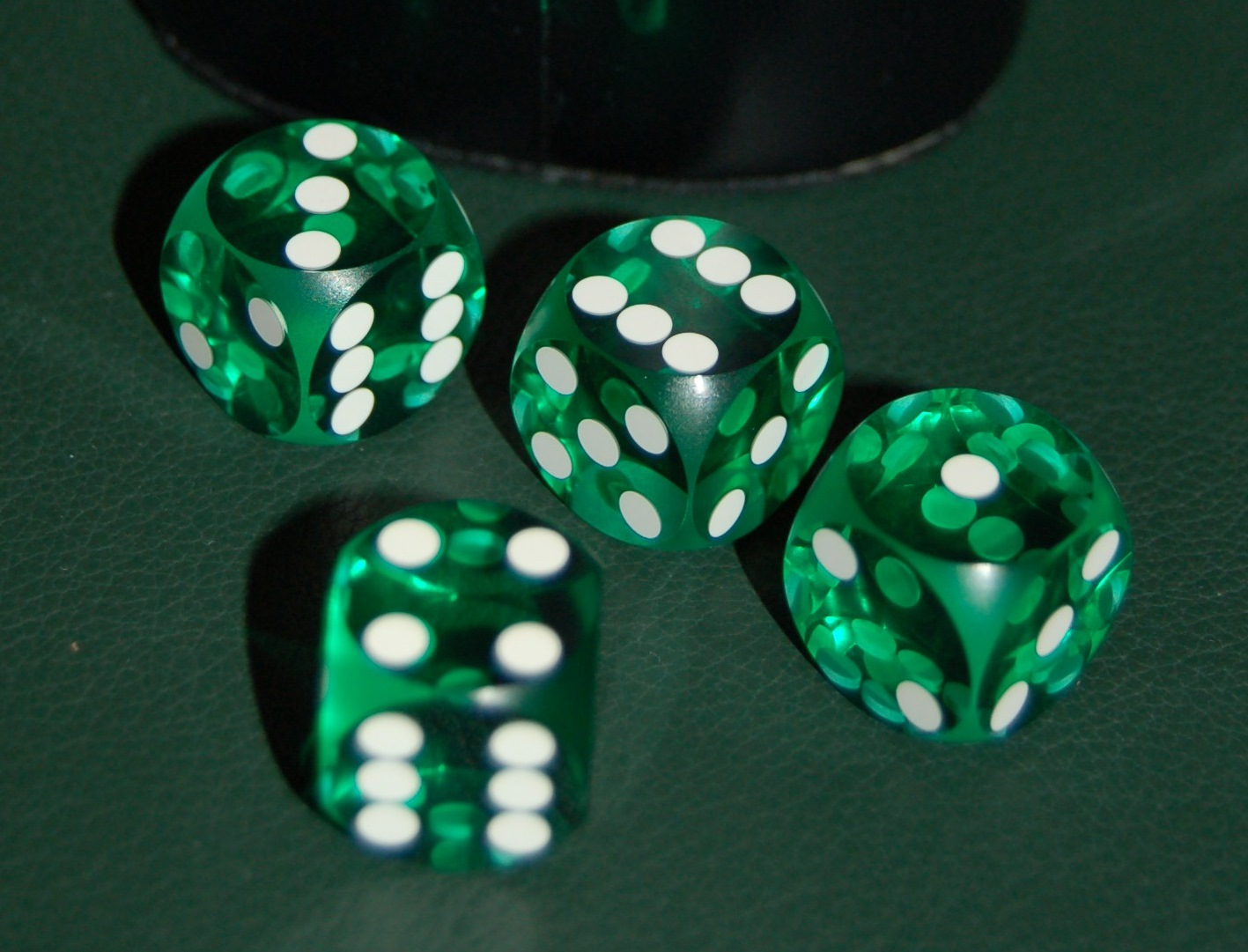
Transparente Präzisionswürfel aus Celluloseacetat mit abgerundeten Kanten (ball cornered)

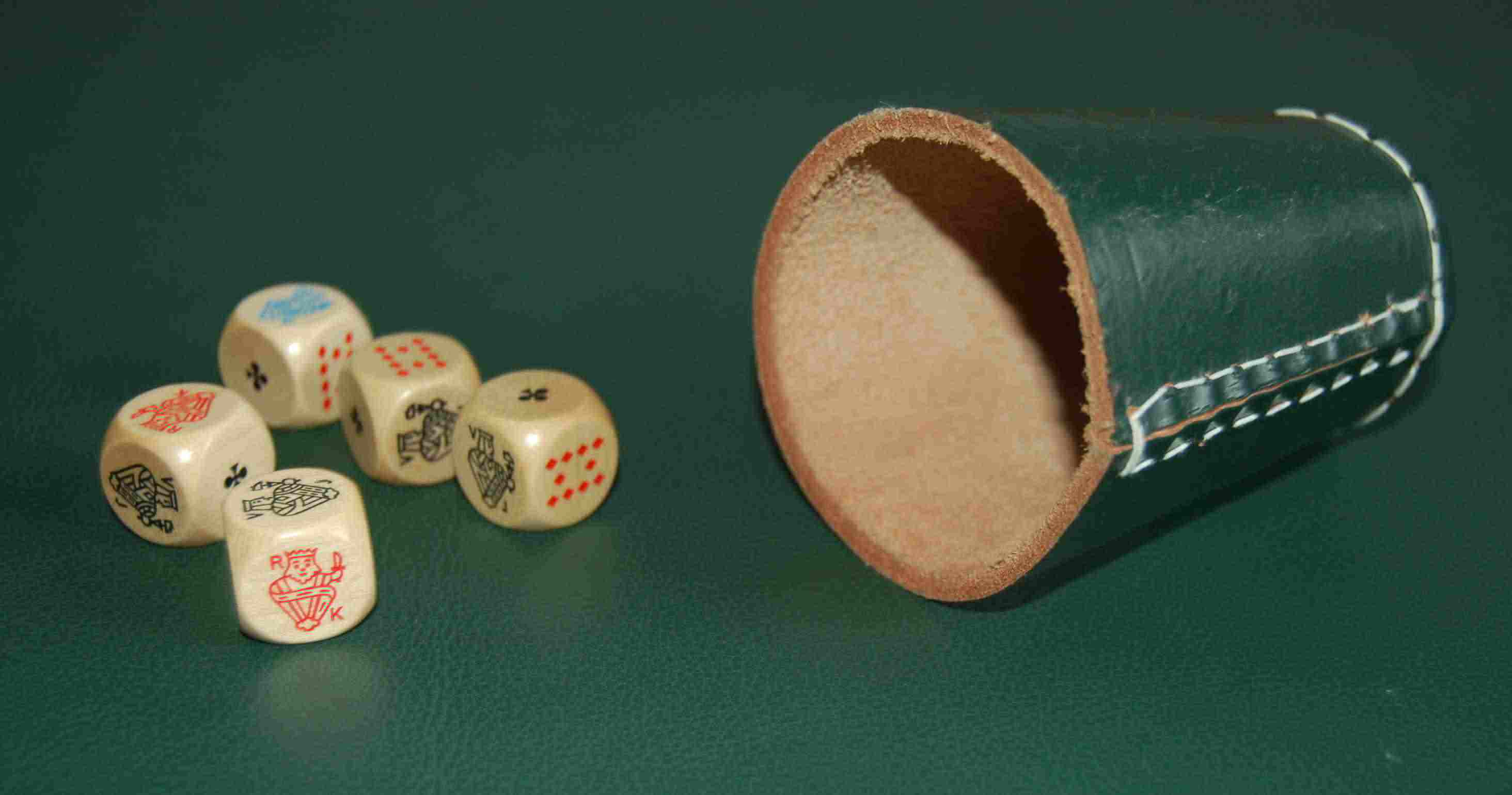
Pokerwürfel

Ein Würfelspiel ist ein Glücksspiel, das im Wesentlichen daraus besteht, dass mit einem oder mehreren Spielwürfeln ein bestimmtes Ergebnis erzielt werden muss. Bisweilen sind kombinatorische Fähigkeiten seitens des oder der Spieler erforderlich.
Viele Würfelspiele eignen sich als Anwendung der Wahrscheinlichkeitsrechnung. Am weitesten verbreitet sind sechsseitige Würfel, wobei auf jeder Seite der Zahlenwert in Form von Augen (engl. Pips) dargestellt ist. Es gibt weiterhin Würfel mit anderen Anzahlen von Seiten (4 bis 40 Seiten und mehr), die in erster Linie in Rollenspielen verwendet werden.

## Geschichte des Würfelspiels

### Ursprung des Würfelspiels
Platon schreibt die Erfindung des Würfelspiels dem ägyptischen Gott Thot zu. Laut dem Geschichtsschreiber Pausanias gilt der griechische Krieger Palamedes als Ideengeber. Herodot hingegen nennt die Lyder als Erfinder des Würfelspiels.

### Geschichte des Würfelspiels nach Ländern und Kulturkreisen
- Im Alten Ägypten, im Orient, in Indien und in Griechenland war das Spiel mit Würfeln schon früh bekannt.[2] Im Alten Ägypten gab es unter anderem pyramidenförmige Würfel.[3]
- In der römischen Antike waren Würfelspiele in allen Schichten verbreitet, obwohl es nur an den Saturnalien offiziell erlaubt war, um Einsatz zu spielen.[4]
- Kaiser Augustus soll ein passionierter Würfelspieler gewesen sein.[5]
- Von der Würfelleidenschaft der Germanen berichtet Tacitus in seiner Germania. Nach Tacitus spielten sie in nüchternem Zustand mit äußerstem Leichtsinn um Haus und Hof, zuletzt gar um die eigene Freiheit.[6]
- Der Zeitvertreib mit Suchtgefahr wurde auch im Mittelalter oft verboten, etwa im Jahr 1396 in Mailand. Ein Zuwiderhandelnder musste hier mit 200 Lire Bußgeld rechnen und sich danach mindestens 100 Meilen von der Stadt entfernen.
- In englischen Spielsälen gab es um das Jahr 1800 menschliche Würfelschlucker, deren Aufgabe es war, bei Razzien alle Würfel rasch hinunterzuschlingen. Würfelspiel war verboten.
- Spielwürfel heißen arabisch az-zahr, davon leitet sich die Bezeichnung Hasard-Spiel ab, das Würfelspiel galt somit als das Glücksspiel schlechthin, im engeren Sinne bezeichnet Hazard ein bestimmtes, früher überaus beliebtes Würfelspiel.

## Reine Würfelspiele

### Spiele mit Augenwürfeln
- Spiele mit einem Würfel
  - Filzlaus, Doppelte Filzlaus, Kombinierte Filzlaus
  - Hetzjagd oder Wettrennen
  - Hohe Hausnummer, Niedrige Hausnummer und Verdeckte Hausnummer
  - Jule und Stumme Jule
  - Kuhschwanz und Ochsenschwanz
  - Läuse würfeln
  - Makao, Böse 9, Fünfzehn, Über 12 ist tot
  - Mariechen von vorn, Mariechen von hinten
  - Pig, Böse Eins und Böse Drei
  - Sultan
  - Toto
  - Super Six
  - Zeppelin
  - Zweiundzwanzig, Fünfzehn
- Spiele mit zwei Würfeln
  - Barbudi
  - Craps, auch Crabs, Craps shooting oder Seven Eleven und das ältere Hazard
  - Elf hoch
  - Espérance
  - Glückshaus
  - Lustige Sieben
  - Mäxchen, auch Meiern, Mäxle und Mexican (in den USA)
  - Quinquenove
  - Shut the Box
- Spiele mit drei Würfeln
  - Banca francesa
  - Chikago
  - Chuck a Luck
  - Cee-lo
  - Mini Dice
  - Paschen, auch Knobeln, Knöcheln, Knockeln oder Passe-dix
  - Schocken
  - Sic Bo, auch Dai Siu oder Big and Small
- Spiele mit fünf Würfeln
  - Kniffel (auch Yahtzee)
  - Balut
  - Zehntausend
- Spiele mit sechs Würfeln
  - Ganz schön clever, nominiert zum Kennerspiel des Jahres 2018
  - Qwixx, nominiert zum Spiel des Jahres 2013
  - Sachsenkniffel
  - Ohio
- Spiele mit mehr als sechs Würfeln
  - Das Spiel

### Spiele mit Pokerwürfeln
Pokerwürfel entstanden um 1880 in den USA (es existiert ein Patent aus dem Jahre 1881). Pokerwürfel zeigen an den sechs Flächen die folgenden sechs Kartensymbole: Ass, König, Dame, Bube, Zehn und Neun. Das Ass liegt der Neun, der König der Zehn und die Dame dem Buben gegenüber.
Die drei grundlegend verschiedenen Formen des Würfelpoker sind
- Poker Dice oder Offenes Würfelpoker,
- Liar Dice oder Verdecktes Würfelpoker (frz. Poker menteur), und
- Escalero

### Spiele mit anderen speziellen Würfeln
- Astragaloi (historisches Würfelspiel mit Knochen)
- Fisch, Garnele, Krebs, siehe Chuck a Luck
- Glocke und Hammer
- Krone und Anker, siehe Chuck a Luck
- Phase 10 – Würfel
- Schweinerei (mit Schweinefiguren als Würfel)
- Two-up dice, siehe Two-up

## Würfelbrettspiele
- Königliches Spiel von Ur
- Senet
- Puff bzw. Wurfzabel, Backgammon und seine Verwandten Toccadille und Tric Trac
- Yut, Pachisi und deren Abkömmlinge: Parcheesi, Parchís, Chinesenspiel, Hexentanz, Eile mit Weile, Jeu des petits chevaux, Ludo, Mensch ärgere Dich nicht, Fang den Hut, Malefiz
- Moksha Patamu, Leiterspiel
- Gänsespiel
- Bluff, Spiel des Jahres 1993
- Rakado
- Schipka-Pass
- Risiko
- Phase 10 – Das Brettspiel

## Gezinkte Würfel
Weil beim Würfelspiel Gewinne erzielt werden können, versuchten in der Vergangenheit Betrüger mit gezinkten Würfeln zu spielen. Bei ordnungsgemäßen, sechsseitigen Würfeln wird jede Zahl mit der gleichen Wahrscheinlichkeit, nämlich 1/6 getroffen. Gezinkte Würfel enthalten kleine Einlagen aus Blei, damit z. B. ein Würfel bevorzugt eine Sechs zeigt, ist auf der Seite der Eins ein kleines Bleistück eingelassen.
Moderne Präzisionswürfel sind daher transparent, zumeist aus Celluloseacetat und werden mit der Toleranz von 1/1000 Zoll, also 0,025 mm, mittels Laser-Technik gefertigt.
Aber schon in der Antike wurden entsprechende Gegenmaßnahmen ergriffen: Um zu verhindern, dass ein Spieler gezinkte Würfel ins Spiel bringt, wurden die Würfel in einen kleinen Käfig eingeschlossen. Dies ist auch heute noch beim Casino-Spiel Sic Bo der Fall, Würfelboxen sind aber auch sehr praktisch für das Spiel unterwegs.
Bereits in der Antike bilden gezinkte Würfel nach Ineichen die frühsten Belege für ein stochastisches Verständnis, auch wenn erst über tausend Jahre später die ersten quantitativen Erwägungen über Gewinnchancen von Glücksspielen folgten.
Häufig waren Würfel jedoch sehr einfach gefälscht, so gibt es antike Exemplare mit zwei Sechsen und fehlender Eins – da man nie die beiden gegenüberliegenden Seiten zugleich sehen kann, bleibt dieser Betrug leicht unentdeckt.

## Unsymmetrische Würfel

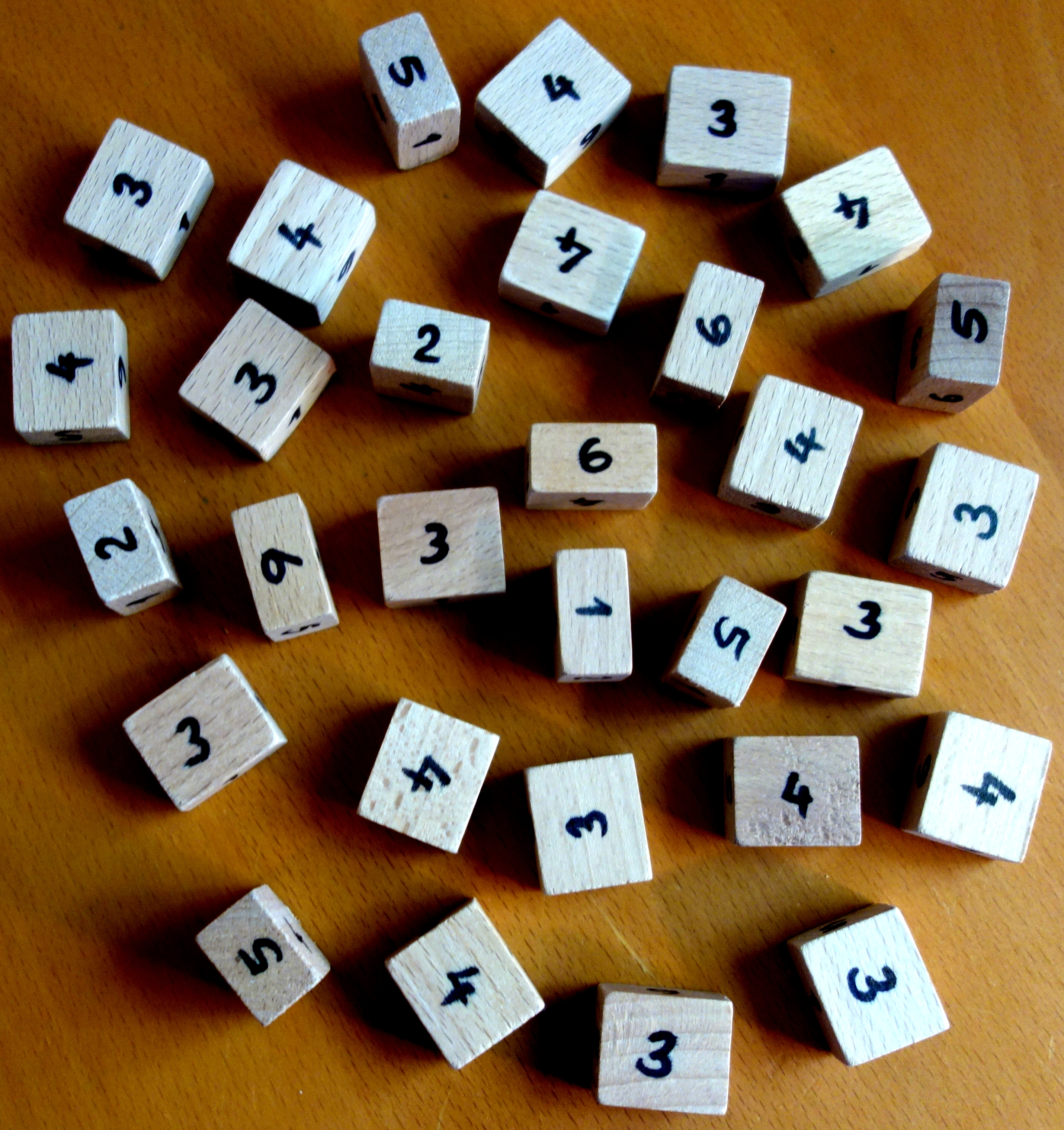
Riemer-Quader

Als didaktisches Material, das im Stochastikunterricht empirische Versuche ermöglicht, wurden Spielquader mit ungleich langen Kanten vorgeschlagen, sogenannte Riemer-Würfel oder auch Riemer-Quader. Dem gleichen Zweck dienen auch Lego-Steine.

## Würfelbecher
Abgesehen vom Craps – bei diesem Spiel ist es üblich, mit der Hand zu würfeln, allerdings müssen sie gegen eine Wand geworfen werden und zurückspringen – ist es ein ungeschriebenes Gesetz, dass die Würfel in einem Würfelbecher geschüttelt werden sollen. Die etwas aufwändigeren Würfelbecher besitzen innen sogenannte Lippen, damit die Würfel beim Herausrollen in jedem Fall springen.

## Würfelturm
Ein anderes Hilfsmittel zur Sicherstellung, dass die Würfel zufällig fallen und nicht von Hand kunstfertig gelegt werden, ist die römische turricula, der Würfelturm.

## Sonstiges
Juliane Werding hatte 1986 eine Chartplatzierung mit dem Lied Das Würfelspiel.